# Aszpelta
Aszpelta (uralkodói nevén Merikaré; uralkodott: Kr. e. 600 körül – 580 körül) núbiai kusita király, a napatai kor uralkodója. Uralkodásáról núbiai viszonylatban gazdag írásos anyag maradt fenn, valószínűleg az ő korában érte Núbiát II. Pszammetik egyiptomi fáraó Kr. e. 593-as hadjárata.

## Családja
Szenkamaniszken király és Naszalsza királyné fia volt, Anlamani öccse és utóda. Feleségei Henuttahebit (akit Nuriban a 28-as piramisba temettek), Weqemale (Nuri 40 piramis), Aszata (Nuri 42) és Artaha (Nuri 58); talán nővérét, Madikent is feleségül vette.

## Uralkodása
Aszpelta fivére, Anlamani halála után foglalta el a kusita trónt. Trónra lépésének eseményeit az úgynevezett Választási sztélé beszéli el, amelyből megtudhatjuk, hogy a királyt személyesen a napatai Ámon jelölte ki, valamint felsorolja a király nőági őseit. Második uralkodási évében azonban összeütközésre került sor az uralkodó és a napatai papság között, amelynek végén Aszpelta halálra ítélt és megégettetett több papot, akik – valószínűleg manipulálva a isteni jóslatokat – halálra ítéltettek egy ártatlan embert.
Minden valószínűség szerint Aszpelta korára tehető az egyiptomi XXVI. dinasztia uralkodója II. Pszametik Kr. e. 592-es núbiai hadjárata, melyre talán azért került sor, mert Aszpelta fenyegetést jelentett Pszammetik uralmára a Napatához közeli Felső-Egyiptomban. A Napatáig hatoló egyiptomi csapatok útjuk során az elfoglalt városok templomaiban szétverték a kusita uralkodók szobrait. A széttört szobrokat a későbbi restaurálásokkor a templomokban eltemették. Ilyen szoborlerakat (cachette) került elő Dzsebel Barkalban Ámon nagy templomában és Dukki Gelben, amelyekben a legkésőbbi szobrok Aszpeltát ábrázolják.

## Temetkezése
A király piramisa a nuri királyi temetőben található Nu. 8 sír; a nekropolisz második legnagyobb építménye. Mind a sírkamra falát, mind a szarkofágot egyiptomi hieroglif szövegek borítják. Mivel a sírkamra teteje beszakadt, nem fosztották ki teljesen a rablók, így George Reisner 1916-os ásatásakor számos ékszert, pecsétet, kozmetikai edényt és usébtit talált a törmelék alatt. A feltárt leletek jelzik, hogy az uralkodó gazdag temetést kapott. A leletek nagy része ma a Bostoni Szépművészeti Múzeumban találhatóak. Reisner tárta fel Aszpelta és fivére palotáját is, 1920-ban.

## Említései

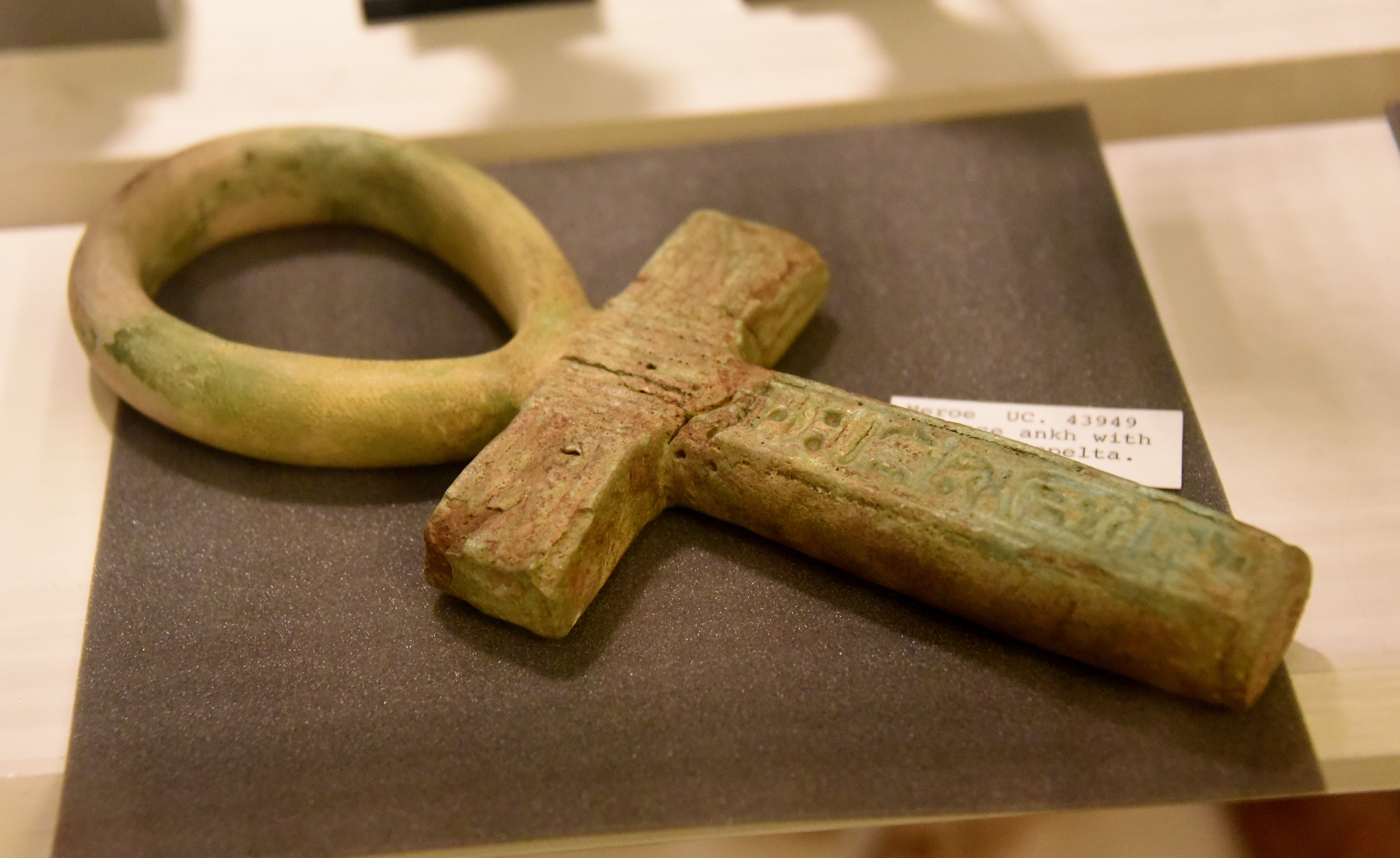
Fajansz ankh Aszpelta kártusaival. Áldozati ajándék Meroéból, ma a Petrie Múzeumban

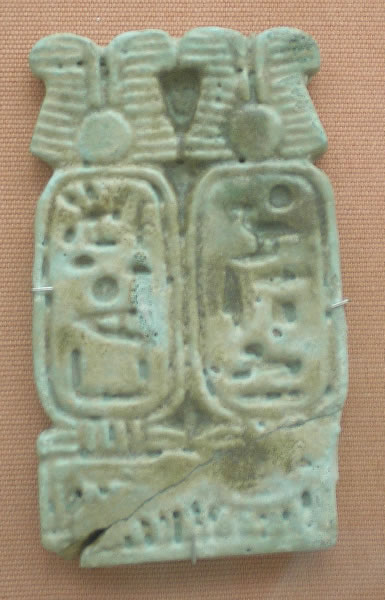
Aszpelta kártusa

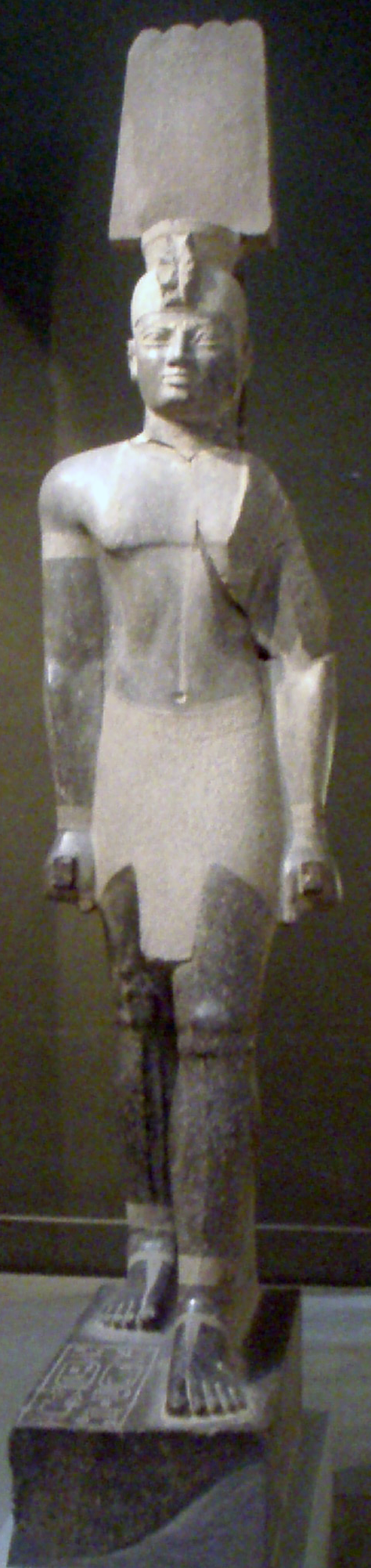
Szobor Gebel Barkalból

Aszpeltának rengeteg említése maradt fenn:
- Két, Aszpelta kártusát ábrázoló plakett (Ashmolean Museum 1932.749 és Brüsszel, E.7010) a kawai A templom nyugati oldalkamrájából.[6]
- Aszpelta gránitsztéléjének töredékei (Ashmolean Museum I9J2.I295) a kawai T templom udvarának délkeleti sarkából.[7]
- Fal, Aszpelta ábrázolásával (Ashmolean Museum 1936.662). Az egyik jelenetben a király Maat ábrázolását nyújtja a kosfejű Ámon-Ré és Anuket felé, egy másik ábrázolás Ámon-Ré és Mut előtt ábrázolja a királyt.[8]
- Gránitsztélé (Berlin 2268). A jelenet Nasztaszen királyt ábrázolja Pelkha anyakirálynéval, egy másik jelenet Nasztaszent Szehmah királynéval. A 8. uralkodási évre datált szöveg említi Aszpelta, Harsziotef, Alara és Kambaszuten (talán Hababassal azonos) királyokat. Eredetileg valószínűleg Gebel Barkalban állt.[9]
- Aszpeltának szentelt szentély a szanami templomban.[10]
- Aszpelta sztéléje (Louvre C. 257), talán Szanamból.[11]
- Haliut, Kanad polgármestere, Pianhi fiának dioritsztéléje, melyet Aszpelta állíttatott. A szöveg említi Naszalsza anyakirálynét.[12]
- Trónra lépési sztélé Aszpelta első évéből; a felső jelenet Naszalsza királynét ábrázolja. (Kairó, Mus. Ent. 48866) Gebel Barkalban találták.[13]
- Örökbe fogadási sztélé Aszpelta harmadik évéből, valószínűleg Szanamból. A szöveg arról számol be, hogy Henuttahebitet kinevezték Napata papnőjévé. A királyt anyjával, Naszalszával és Madiken királynéval ábrázolják.[14]
- Aszpelta szobra (Boston 2J.7JO)[15]
- Aszpelta egyik kanópuszedényének töredéke Anlamani sírjának (Nuri 6) „A” helyiségében[16]
- Nuri 8 sír, Aszpelta sírja: Reisner tárta fel 1917-ben. Négy alapítási lerakata táblákkal és kupákkal ma különböző múzeumokban. Kápolnájának egy sztéléjét később felhasználták a Nuri 100 sírhoz. A Nu. 8 sírban három sírkamra található, megtalálták az uralkodó szarkofágját is. A leletek közt arany- és ezüstvázák, feliratos aranyváza (Boston 20.341), ezüst serleg (Boston 24.901.), arany pecséthengerek (Boston 21.339-40), feliratos alabástromedények (Kartúm, 1386 A, Boston 20.1070), két kanópuszedény (Boston 20.1062), porfír áldozati asztal (Boston 21.1192).[17]
- Két alabástromedény Aszpelta nevével a meroéi déli temető S.44 sírjából (Boston 24.886, Kartúm 182I)[18]
- Alabástromváza Aszpelta nevével és fajansz töredék Aszpelta kártusával (Brüsszel E. 3539, E. 3977), valamint fajansz töredék Aszpelta kártusaival (Koppenhága, Ny Carlsberg Glypt. IE.I.N. 1307-8)[19]

Aszpelta az egyiptomi fáraókéhoz hasonló ötelemű titulatúrát vett fel.
- Hórusz-név: Noferha („Kinek megjelenése gyönyörű”)
- Nebti-név: Noferha („Kinek megjelenése gyönyörű”)
- Arany Hórusz-név: Uszerib („Erős szívű”)
- Uralkodói név: Merikaré („Ré lelke szeretett”)
- Személynév: Aszpelta

## Fordítás
- Ez a szócikk részben vagy egészben  az   Aspelta című angol Wikipédia-szócikk ezen változatának fordításán alapul.  Az eredeti cikk szerkesztőit annak laptörténete sorolja fel. Ez a jelzés csupán a megfogalmazás eredetét és a szerzői jogokat jelzi, nem szolgál a cikkben szereplő információk forrásmegjelöléseként.